# Кировское (Ленинградская область)
Кировское (до 1948 — Вуоттаа, фин. Vuottaa) — посёлок в Первомайском сельском поселении Выборгского района Ленинградской области.

## Название
Существуют две версии происхождения названия деревни. Первая указывает на то, что оно происходит от шведского слова vat, что означает сырой, влажный. Вторая версия считается более убедительной и указывает на происхождение названия деревни от карельского глагола vuottaa, что в переводе означает ждать. 
В XVI веке деревня имела другое название — Пюльккеля. Оно происходит от имени Пюлькке, но это название не устоялось. 
В ходе послевоенного переселения в Вуотта попали главным образом выходцы из Кировской области, поэтому организованный в деревне колхоз они назвали «имени Кирова». В 1948 году новосёлы приняли решение присвоить деревне новое название — Слободка, но комиссия по переименованию приняла решение сменить название на Кировская. 
Переименование было закреплено указом Президиума ВС РСФСР от 13 января 1949 года.

## История
Первые сведения о деревне относятся к 1559 году. После заключенного в 1557 году перемирия между Русским царством и Швецией были составлены списки налогооблагаемых деревень Карелии. Согласно шведским документам в деревне Вотама (швед. Wotama) имелось четыре крестьянских двора. Позднее название деревни приобрело финнизированный вариант — Вуотта или Вуоттаа.
В 1819 году в деревне Вуоттаа насчитывалось 13 крестьянских хозяйств.

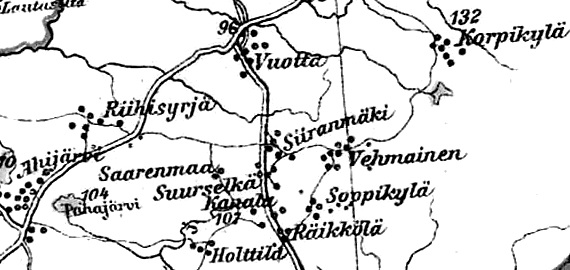
Деревня Вуотта на финской карте 1923 года

До 1939 года деревня Вуотта входила в состав волости Кивеннапа Выборгской губернии Финляндской республики.
Согласно данным 1966, 1973 и 1990 годов посёлок Кировское входил в состав Первомайского сельсовета.
В 1997 году в посёлке Кировское Первомайской волости проживали 2 человека, в 2002 году — 5 человек (все русские).
В 2007 году в посёлке Кировское Первомайского СП проживал 1 человек, в 2010 году — 27 человек.

## География
Посёлок располагается в южной части района на автодороге 41А-025 (Ушково — ур. Гравийное).
Расстояние до административного центра поселения — 5 км. 
Расстояние до ближайшей железнодорожной станции Рощино — 30 км. 
Через посёлок протекает ручей Звонкий.

## Демография
| 2007 | 2010 | 2017 | 2021 |
| ---- | ---- | ---- | ---- |
| 1    | ↗27  | ↘1   | ↗12  |

## Улицы
Звонкий Ручей, Крайняя, Крымская, Крымский переулок, Малая Ручейная, Ручейный проезд, Светлая, Солнечный проезд, Центральная, Ягодная .